# 3-й авиационный корпус дальней бомбардировочной авиации
3-й авиационный корпус дальней бомбардировочной авиации (3 -й ак ДБА) — соединение Военно-Воздушных сил (ВВС) РККА, созданное для нанесения ударов в стратегической глубине обороны противника.

## Наименования корпуса

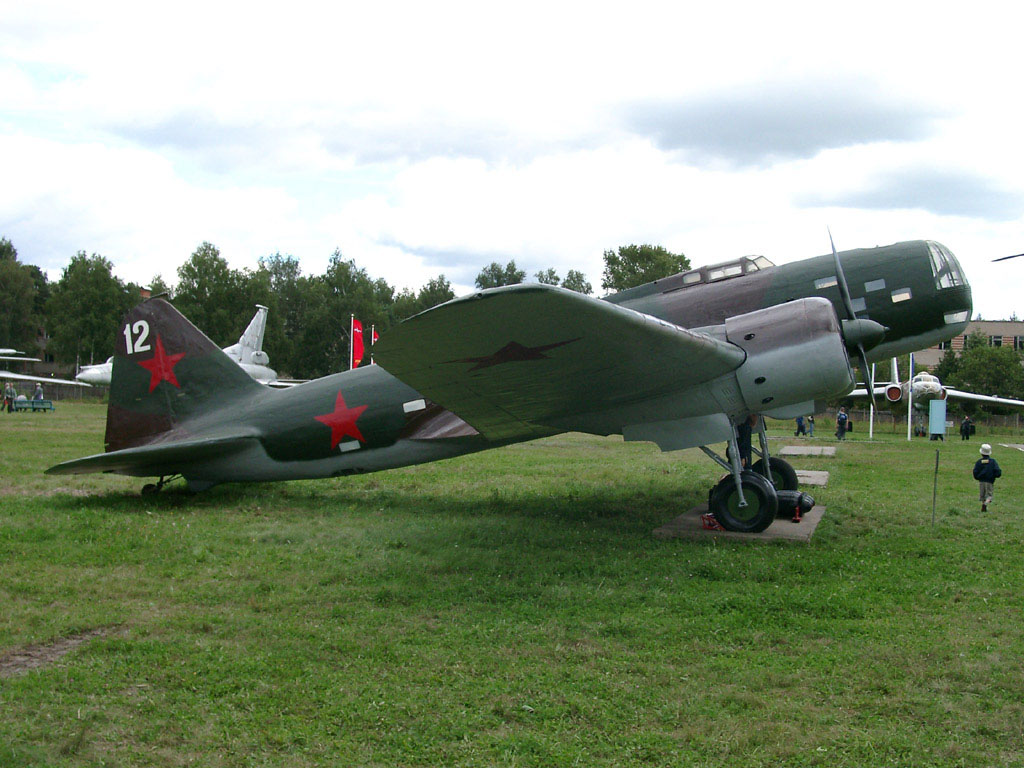
Самолёт корпуса ДБ-3

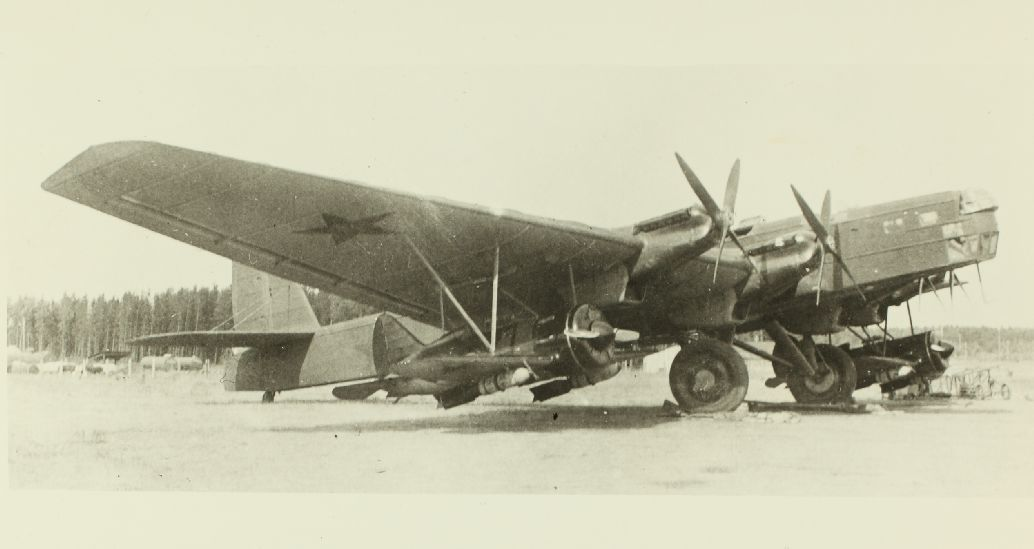
Самолёт корпуса TB-3

- 3-й авиационный корпус дальней бомбардировочной авиации

## Создание корпуса
3-й авиационный корпус дальней бомбардировочной авиации сформирован 05 ноября 1940 года

## Базирование
Корпус базировался на территории Западного Особого военного округа, штаб корпуса — аэродром Шаталово Смоленской области.

## Преобразование корпуса
3-й авиационный корпус дальней бомбардировочной авиации расформирован 23 августа 1941 года в соответствии с принятием новой военной доктрины в области создания резервов ставки ВГК на основании Приказа НКО СССР № 0064 от 13 августа 1941 года

## В действующей армии
В составе действующей армии с 22 июня 1941 года по 18 августа 1941 года, всего 63 дня

## Командир корпуса
- полковник Скрипко Николай Семенович, период нахождения в должности — с 15 августа  1940 года по 18 августа 1941 года

## В составе объединений
| Объединение                    | Период                  |
| ------------------------------ | ----------------------- |
| авиация Резерва Ставки ВГК     | 05.11.1940 — 22.06.1941 |
| Дальнебомбардировочная авиация | 22.06.1941 — 18.08.1941 |

## Соединения, части и отдельные подразделения корпуса
- 42-я дальнебомбардировочная авиационная дивизия[4]
  - 4-й дальнебомбардировочный авиационный полк
  - 96-й дальнебомбардировочный авиационный полк
  - 207-й дальнебомбардировочный авиационный полк
- 52-я дальнебомбардировочная авиационная дивизия[4]
  - 1-й тяжёлый бомбардировочный авиационный полк
  - 3-й дальнебомбардировочный авиационный полк
  - 93-й дальнебомбардировочный авиационный полк
  - 212-й дальнебомбардировочный авиационный полк
- 61-я истребительная авиационная дивизия (в стадии формирования, переформирована 8 февраля 1942 года в управление ВВС 13-й армии)
  - 236-й истребительный авиационный полк (формировался);
  - 237-й истребительный авиационный полк (формировался);
  - 238-й истребительный авиационный полк (формировался);
  - 240-й истребительный авиационный полк (формировался).

## Участие в операциях и битвах
- Приграничные сражения с 22 июня 1941 года по 29 июня 1941 года[5]
- Удары по уничтожению скопления немецких войск в районах Сувалки, Прасныш 22 июня 1941 года[5]
- Удары по скоплениям войск противника в районе Сейны, Сопоцкин, Луков, Радин, Венгров в ночь на 22 июня 1941 года[5]
- Удары по немецким танковым и моторизованным колоннам, двигавшимся по Брестскому шоссе и по грунтовым дорогам 24 июня 1941 года.
- Удары по колоннам немецких танков, двигавшихся на Ошмяны и удар по аэродрому Вильно 25 июня 1941 года.
- Удары по скоплениям моторизованных войск противника в районе Радошкевичн, Молодечно, Ошмяны, Крево, Раков и по мотомехчастям противника, которые продвигаются от Минска на Оршу и Могилёв 26 июня 1941 года.
- дары по скоплениям моторизованных войск противника юго-западнее Бобруйска и по колоннам немецких танков и автомашин на дорогах Глусск — Бобруйск и Глуша — Бобруйск 30 июня 1941 года.
- Смоленское сражение с 10 июля 1941 года по 7 августа 1941 года
- Удары по вражеским аэродромам в районе Вильно, Глубокое, Крупки, Бобруйск, Кличев 12 июля 1941 года.
- Поддержка контрударов Западного Фронта с 26 июля 1941 года по 28 июля 1941 года